# Siwāna
Siwāna är en ort i Indien.   Den ligger i distriktet Bārmer och delstaten Rajasthan, i den nordvästra delen av landet, 600 km sydväst om huvudstaden New Delhi. Siwāna ligger 188 meter över havet och antalet invånare är 22 067.
Terrängen runt Siwāna är platt norrut, men söderut är den kuperad. Runt Siwāna är det ganska tätbefolkat, med 104 invånare per kvadratkilometer. Siwāna är det största samhället i trakten. Trakten runt Siwāna består till största delen av jordbruksmark.